# Classe Sōryū
La classe Sōryū (そうりゅう型潜水艦, Sōryū-gata sensuikan), parfois appelée classe 16SS, est une classe de sous-marins à propulsion anaérobie en service dans la marine japonaise depuis 2009.

## Caractéristiques
Leur propulsion anaérobie est construite autour de quatre moteurs Stirling, développés par Kockums et construits sous licence par Kawasaki Heavy Industries, et de batteries d’accumulateurs de type plomb-acide, remplacées par des batteries lithium-ion à partir de la onzième unité de la classe, le JS Ōryū (en). Selon le fournisseur de ces batteries, l'entreprise GS Yuasa, l’Oryu est le premier sous-marin au monde à être équipé de batteries de ce type.
La conception de ces sous-marins est une évolution de la classe Oyashio, mais il est facile de les en distinguer grâce à, notamment, leurs barres arrière en croix de saint André.

## Historique
14 sous-marins ont été commandés pour la marine japonaise en date de 2018, le dernier devant entrer en service en 2023, Mitsubishi Heavy Industries et Kawasaki Shipbuilding Corporation en fabriquant six ou sept chacun. Finalement, douze seront lancés.
La construction du premier démarre le 31 mars 2005, il est lancé le 5 décembre 2007 et admis au service actif le 30 mars 2009.
Le 10e a été lancé le 7 novembre 2017 et 8 sont à cette date déjà admis au service actif, il entre en service le 18 mars 2019.
Le 11e, le JS Oryu SS-511, a été lancé le 4 octobre 2018 alors que neuf sont en service. Il est le premier sous-marin à fonctionner sur des batteries lithium-ion qui stockent beaucoup plus d'énergie que les batteries plomb-acide installées sur les précédents bateaux. 
Après le lancement du douzième exemplaire équipé de ces batteries, une évolution de cette classe est mise en chantier. La classe Taigei voit son navire de tête entré en service en mars 2022.
En outre, un modèle dérivé de la classe Sōryū a été longtemps pressenti pour succéder à la classe Collins mise en œuvre par la Royal Australian Navy. En compétition avec le Type 216 et le Shortfin Barracuda, il est finalement abandonné en 2016 au profit du sous-marin français.
En 2017, la marine indienne émet une demande d'information à Naval Group, Rosoboronexport, ThyssenKrupp Marine Systems (TKMS), Saab Kockums, Navantia et Mitsubishi Heavy Industries (MHI) pour la fourniture de 6 sous-marins du projet 75I. Mais Mitsubishi (ainsi que Navantia) n'ayant pas répondu dans les délais, les japonais perdent l'opportunité de proposer une variante du Sōryū,.

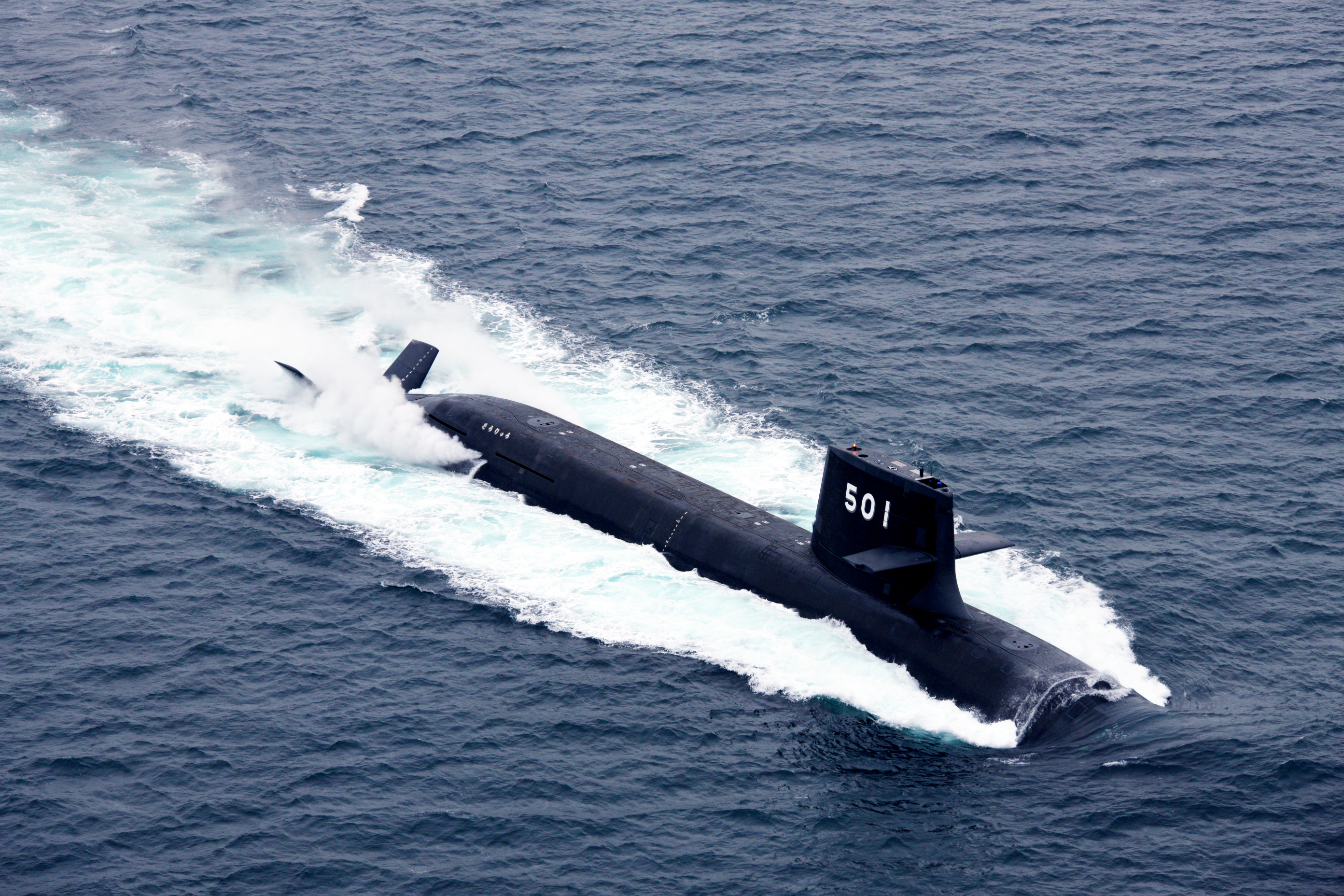
Le Sōryū (そうりゅう?, SS-501)
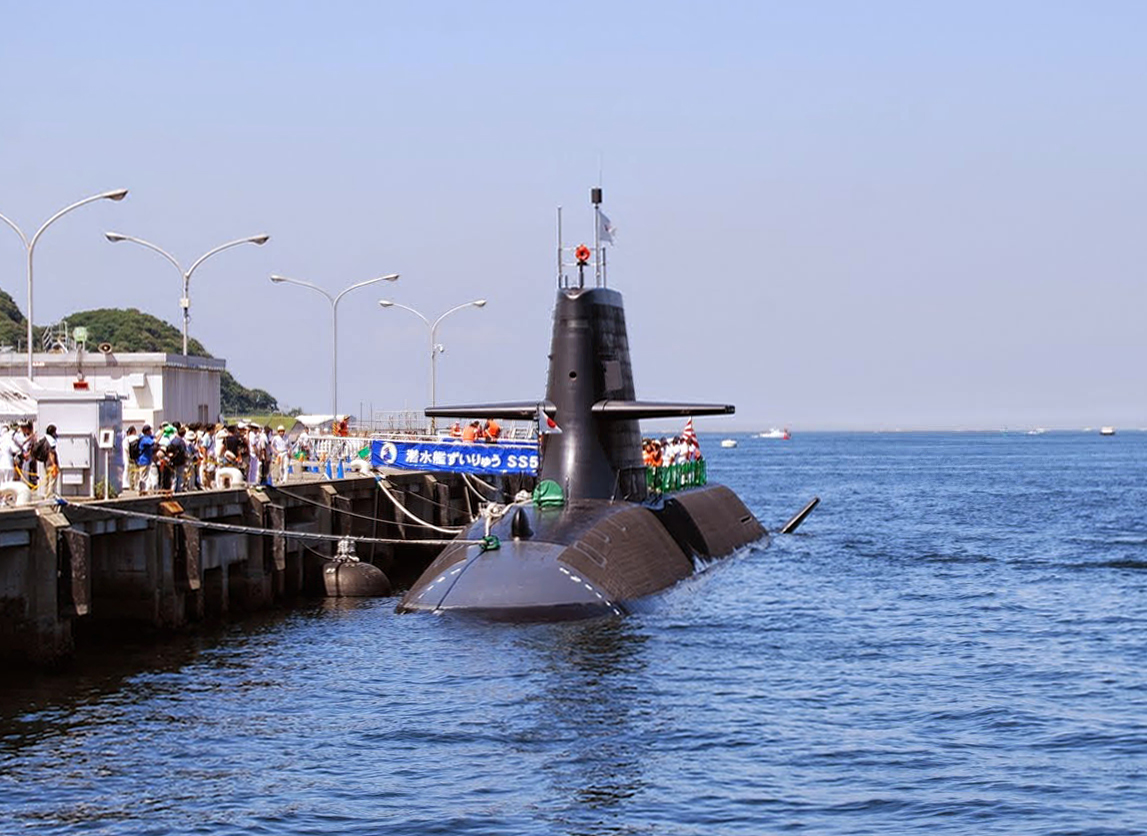
Le Zuiryū (ずいりゅう?, SS-505) à quai pendant une journée porte ouverte en 2014
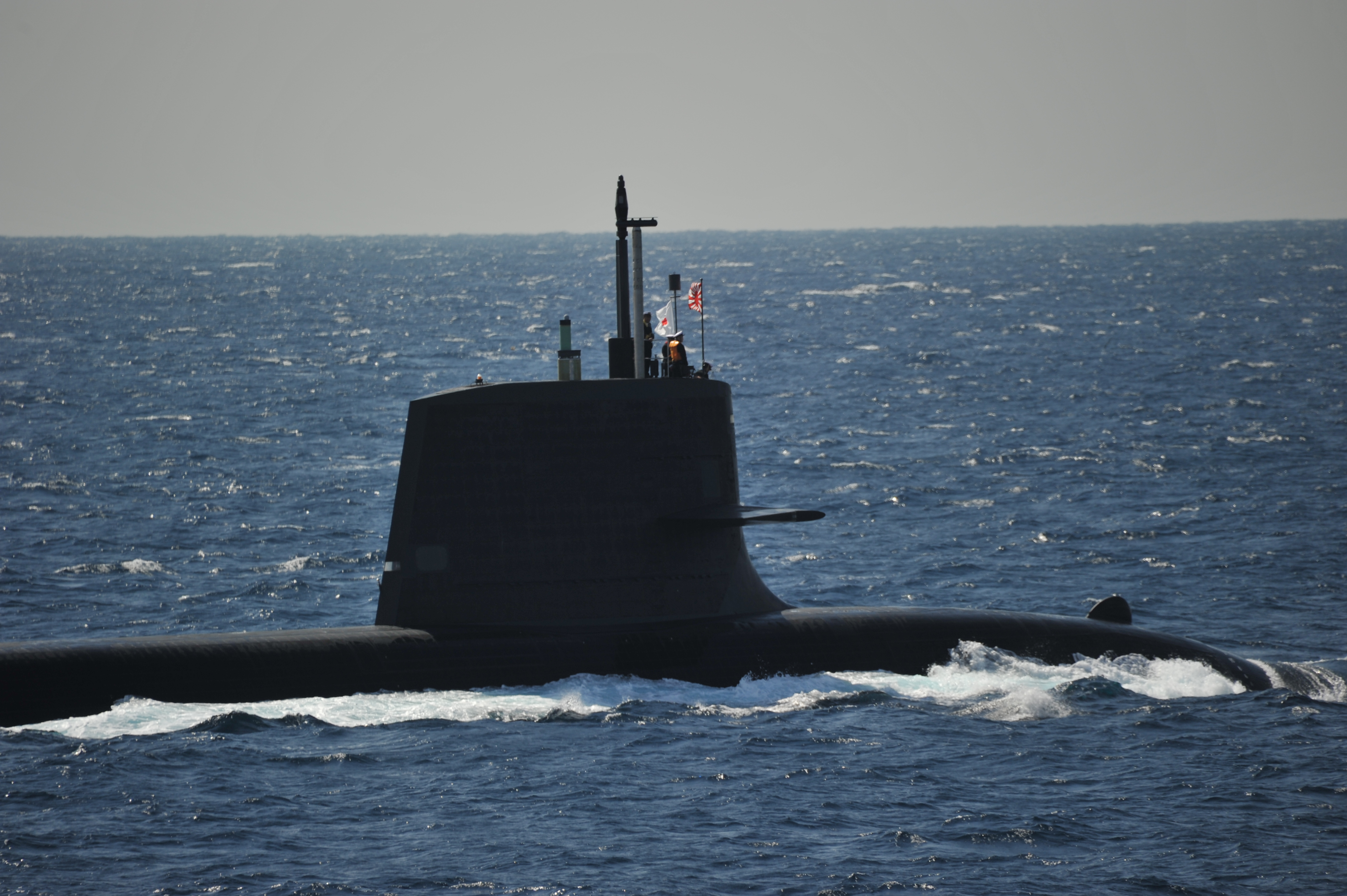
Kiosque du Kenryū (けんりゅう?, SS-504)

## Sous-marins de la classe
| N° de projet | N° de construction | N° de fanion | Nom                           | Mis en cale      | Lancement        | Mise en service | Chantier naval                          | Note |
| ------------ | ------------------ | ------------ | ----------------------------- | ---------------- | ---------------- | --------------- | --------------------------------------- | --- |
| S131         | 8116               | SS-501       | JS Sōryū (en) (そうりゅう)    | 31 mars 2005     | 5 décembre 2007, | 30 mars 2009    | Mitsubishi Heavy Industries, Kobe       | |
| S131         | 8117               | SS-502       | JS Unryū (en) (うんりゅう)    | 31 mars 2006     | 15 octobre 2008  | 25 mars 2010    | Kawasaki Shipbuilding Corporation, Kobe | Sous-marins équipés du nouveau sonar ZQQ-7B.                                                                                 |
| S131         | 8118               | SS-503       | JS Hakuryū (en) (はくりゅう)  | 6 février 2007   | 16 octobre 2009  | 14 mars 2011    | Mitsubishi Heavy Industries, Kobe       | Sous-marins équipés du nouveau sonar ZQQ-7B.                                                                                 |
| S131         | 8119               | SS-504       | JS Kenryū (en) (けんりゅう)   | 31 mars 2008     | 15 novembre 2010 | 16 mars 2012    | Kawasaki Shipbuilding Corporation, Kobe | Sous-marins équipés du nouveau sonar ZQQ-7B.                                                                                 |
| S131         | 8120               | SS-505       | JS Zuiryū (en) (ずいりゅう)   | 16 mars 2009     | 20 octobre 2011  | 6 mars 2013     | Mitsubishi Heavy Industries, Kobe       | Sous-marins équipés du nouveau sonar ZQQ-7B.                                                                                 |
| S131         | 8121               | SS-506       | JS Kokuryū (en) (こくりゅう)  | 21 janvier 2011  | 31 octobre 2013, | 9 mars 2015     | Kawasaki Shipbuilding Corporation, Kobe | Sous-marins équipés du nouveau sonar ZQQ-7B.                                                                                 |
| S131         | 8122               | SS-507       | JS Jinryū (en) (じんりゅう)   | 14 février 2012  | 8 octobre 2014,  | 7 mars 2016     | Mitsubishi Heavy Industries, Kobe       | Sous-marin équipé du nouveau sonar ZQQ-7B et d'une communication satellite modernisée.                                       |
| S131         | 8123               | SS-508       | JS Sekiryū (en) ()            | 15 mars 2013     | 2 novembre 2015, | 13 mars 2017    | Kawasaki Shipbuilding Corporation, Kobe | Sous-marin équipé du nouveau sonar ZQQ-7B, d'une communication satellite modernisée et de contre-mesures pour les torpilles. |
| S131         | 8124               | SS-509       | JS Seiryū (en) (せきりゅう)   | 22 octobre 2013  | 12 octobre 2016  | 12 mars 2018    | Mitsubishi Heavy Industries, Kobe       | |
| S131         | 8125               | SS-510       | JS Shōryū (en) (しょうりゅう) | 28 janvier 2015  | 6 novembre 2017  | 18 mars 2019    | Kawasaki Shipbuilding Corporation, Kobe | |
| S131         | 8126               | SS-611       | JS Ōryū (en) (おうりゅう)     | 16 novembre 2015 | 4 octobre 2018,  | 5 mars 2020     | Mitsubishi Heavy Industries, Kobe       | Sous-marins équipés de batteries lithium-ion à la place du système Stirling.                                                 |
| S131         | 8127               | SS-612       | JS Tōryū (en) (とうりゅう)    | 27 janvier 2017  | 6 novembre 2019, | 24 mars 2021    | Kawasaki Shipbuilding Corporation, Kobe | Sous-marins équipés de batteries lithium-ion à la place du système Stirling.                                                 |

## Commercial
- Australie : la classe Sōryū a été en compétition dans l'appel d'offre pour la classe Attack, face au S-80 de Navantia, au type 216 de HDW, le A26 de Saab. Mais le Sōryū est estimé insuffisament discret[11] et c'est le principal rival, Shortfin Barracuda de Naval Group, qui gagne la compétition en 2016[12]… avant d'être brutalement évincé du projet.